# Infirmerie Saint-Louis
L'infirmerie Saint-Louis est un édifice situé dans la ville du Havre, dans la Seine-Maritime dans la Normandie.

## Histoire
L'immeuble a été détruit le 5 septembre 1944, à l'exception de la rampe en fer forgé.
La rampe en fer forgé du XVIIIe siècle est inscrite au titre des monuments historiques par arrêté du 7 janvier 1928.